# Palaeovespa gilletei
Palaeovespa gilletei är en getingart som beskrevs av Cockerell 1906. Palaeovespa gilletei ingår i släktet Palaeovespa och familjen getingar. Inga underarter finns listade i Catalogue of Life.